# 菲棘緣蝽
菲棘緣蝽（学名：Cletus bipunctatus）为緣蝽科棘緣蝽屬下的一个种。其种加词“bipunctatus”意为“双斑的”。